# Karl Theophil Guichard
Karl Theophil (eller Gottlieb) Guichard, född 1724 i Magdeburg, död den 25 maj 1775 i Berlin, var en preussisk militär.
Guichard var gunstling hos Fredrik den store, som på grund av ett qui pro quo gav honom namnet Quintus Icilius. Han var 1747–1752 anställd i nederländska armén och sysselsatte sig därefter med studier över grekiska och romerska krigskonsten. Under sjuåriga kriget inträdde han 1757 som frivillig i preussiska hären och kom på grund av sina kunskaper på förtrolig fot med Fredrik II, som 1759 utnämnde honom till chef för en bataljon frivilliga. Han förde den med stor skicklighet och avancerade efter freden till överste. Guichard författade bland annat Mémoires militaires sur les grecs et les romains et cetera (2 band, 1758).